# Arctia lactescens
Arctia lactescens là một loài bướm đêm thuộc phân họ Arctiinae, họ Erebidae.